# Ophiopogon dracaenoides
Ophiopogon dracaenoides là một loài thực vật có hoa trong họ Măng tây. Loài này được (Baker) Hook.f. mô tả khoa học đầu tiên năm 1892.